# 生神女就寝スヴャトヒルシク大修道院
生神女就寝スヴャトヒルシク大修道院（しょうしんじょしゅうしんスヴャトヒルシクだいしゅうどういん、ウクライナ語: Свято-Успенська Святогірська Лавра, 英語: Sviatohirsk Lavra or the Sviatohirsk Cave Monastery）は、ウクライナのドネツィク州スヴャトヒルシク市にあるウクライナ正教会（モスクワ総主教系）のラヴラの格式を持つ修道院。生神女就寝スヴャトヒルシクラヴラとも呼ばれる。
ロシア正教とウクライナ正教の間では、ラヴラ（大修道院）という高い格式の肩書きが許されているは5修道院しかなく、ロシアに2院、ウクライナに3院あり、ウクライナの中北部に位置する首都キーウ（キエフ）のペチェールシク大修道院と、西部テルノーピリ州の生神女就寝ポチャイウ大修道院に並んで、この東部のドネツィク州に位置するスヴャトヒルシク大修道院は、ウクライナ正教にとって大変重要な存在で、巡礼者の数も多い。

## 歴史
この修道院が初めて資料に登場したのは1624年であるが、1526年にジギスムント・フォン・ヘルベルシュタインは「聖なる山々」の地域について言及しており、修道士が定住し始めたのは15世紀頃と思われる。当時はクリミア・ハン国によって定期的に荒らされていた「荒野」と呼ばれる地域の小さな修道院であった。
1787年、エカテリーナ2世により修道院は閉鎖され、その土地は旧クリミア・ハン国地域の県知事となったグリゴリー・ポチョムキン公に寄贈されたが、ポチョムキン公の相続人であったアレクサンドル・ミハイロヴィッチ・ポチョムキンとその妻タチアナが修道院の復活のための資金を提供し、修道院は再建された。
第一次世界大戦以前はビザンティン建築の塔を持つ修道院に約600人の僧侶が住んでいたが、十月革命以後はボリシェヴィキによる略奪、破壊が起こった。1922年にソビエト連邦が成立すると修道院は閉鎖され、労働者のための療養所が設置された。1930年代にはソビエト連邦政府によって一部の建物が取り壊されている。
1991年にソビエト連邦が崩壊すると翌年に修道院は修復され、2004年には正式にウクライナ正教会（モスクワ総主教系）のラヴラに認定された。
以降、修道院のコミュニティは100人以上の修道士で構成され、年々増加傾向にあった。
2014年、ロシアを後ろ盾としてドネツク人民共和国の樹立を宣言されると、修道院長は分離独立派を公然と支持。ウクライナ当局は修道院が院内に親ロシア派の戦闘員を匿い、武器を隠していると非難した。

### 2022年ロシアのウクライナ侵攻による被害と損害
2022年3月12日、同年2月よりウクライナに侵攻しているロシア軍の砲撃が、ドネツ川に架けられた大修道院とスヴャトヒルシク市街を結ぶ橋の近隣に着弾した。橋は大修道院の正門に隣接しており、着弾によって建物の窓やドアが吹き飛ばされる被害を受けた。また数人の負傷者は病院で治療を受け、軽症者は大修道院内で手当てを受けた。この時点で200人の子供を含む約520人の民間人が戦火を逃れて大修道院に避難していた。
5月5日、再度ロシア軍の砲撃により、大修道院内で7人が負傷した。
5月30日の砲撃では大修道院敷地内の2楝の建物が破壊され、修道院の僧侶2人と修道女1人が死亡、修道士3人が負傷したことが6月1日にウクライナ正教会（モスクワ総主教系）によって発表された。6月2日には死亡者の葬式を執り行おうとしたが、絶え間ない砲撃のため葬式後に埋葬が出来る状態ではなかったため、葬式は6月3日に持ち越された。その6月3日には怪我を負っていた3人の修道士が病院で死亡し、更に2人の重傷者が病院に収容されていることも明かされた。近隣村民の多くはドニプロなどの都市に避難していたが、大修道院は長距離移動の機会や体力のない高齢者を主に引き受け世話をしていたという。修道院のサイトによると、5月に入ってから近隣のボホロディチネ村では電気や水道が止まったうえ携帯電話もインターネットも通じない状況となり、外界から遮断された。そして同村に設けられていた生神女教会の女子修道院も5月19日の砲撃によって大破されたことによって、大修道院でも砲撃による攻撃が続いていたが、ボホロディチネの生神女教会の修道士たちや関係者、及び同教会への民間人避難者も受け入れて共同生活をしていたという。砲撃はそんなボホロディチネの生神女教会からの避難者が使用していた数々の小部屋がある建物を直撃していた。
6月4日には修道院の主聖堂であり、ウクライナ最大の木造建築教会であるВсіхсвятського скита（英語: All Saints Hermitage、万聖僧院もしくは諸聖人修道院の意味）が、砲撃によって発生した火災によって焼失したとウクライナ正教会（モスクワ総主教系）は再度公表した。